# Anadenobolus putealis
Anadenobolus putealis är en mångfotingart som först beskrevs av Loomis 1971.  Anadenobolus putealis ingår i släktet Anadenobolus och familjen Rhinocricidae. Inga underarter finns listade i Catalogue of Life.